# سو هیون جین
این یک نام کره‌ای است؛ نام خانوادگی سو است.
سو هیون جین (کره‌ای: 서현진؛ زادهٔ ۲۷ فوریه ۱۹۸۵) بازیگر و خواننده اهل کره جنوبی است. او حرفهٔ خود را به عنوان وکالیست گروه دخترانهٔ کره‌ای میلک در سال ۲۰۰۱ آغاز کرد و این گروه در سال ۲۰۰۳ منحل شد. او پس از منحل شدن گروه و پیش از آغاز فعالیت بازیگری در سال ۲۰۰۶، به عنوان هنرمند انفرادی فعالیت می‌کرد.
سو حرفهٔ بازیگری خود را با ایفای نقش در موزیکال صدای موسیقی (۲۰۰۶) آغاز کرد و پس از آن در فیلم‌ها و مجموعه‌های تلویزیونی بازی کرد. او به خاطر ایفای نقش اصلی در مجموعه تلویزیونی کمدی رمانتیک خانم اوه دیگر (۲۰۱۶) شناخته می‌شود که برای او شهرت زیادی به ارمغان آورد. او سپس به عنوان نقش اصلی در دکتر رمانتیک (۲۰۱۶–۲۰۱۷)، دمای عشق (۲۰۱۷)، زیبایی درون (۲۰۱۸)، تو بهار منی (۲۰۲۱) و چرا او (۲۰۲۲) ایفای نقش کرد.

## فیلم‌شناسی

### فیلم
| سال  | عنوان                   | نقش        | توضیحات      | منابع        |
| ---- | ----------------------- | ---------- | ------------ | ------------ |
| ۲۰۰۶ | عاشقم نباش              | جی هه      |              |              |
| ۲۰۰۸ | استوری آو واین          | جین جو     |              | [ ۴ ]        |
| ۲۰۰۸ | قرار در زمین            | سو هیون    |              |              |
| ۲۰۰۸ | مدونا                   | نون        | فیلم کوتاه   |              |
| ۲۰۱۰ | جادو                    | جی اون     |              |              |
| ۲۰۱۱ | شرمسار                  | هی جین     |              |              |
| ۲۰۱۲ | درخت هلو                | شی یون     | حضور افتخاری | [ ۵ ]        |
| ۲۰۱۲ | تکه‌هایی از خاطرات شیرین | مامان      | فیلم کوتاه   |              |
| ۲۰۱۶ | فمیلی‌هود                | سانگ می    |              | [ ۶ ]        |
| ۲۰۱۷ | چون عاشقتم              | هیون کیونگ |              | [ ۷ ]        |
| ۲۰۱۸ | صورتی مرموز             | جو اون     | فیلم کوتاه   | [ ۸ ]        |
| ۲۰۲۲ | کاسیوپیا                | سو جین     |              | [ ۹ ] [ ۱۰ ] |

### مجموعه تلویزیونی
| سال       | عنوان                 | نقش                     | توضیحات                | منابع  |
| --------- | --------------------- | ----------------------- | ---------------------- | ------ |
| ۲۰۰۶      | هوانگ جینی            | جونگ گا اون             |                        |        |
| ۲۰۰۷      | اچ.آی.تی              | جانگ هی جین             |                        |        |
| ۲۰۱۱      | دو دوست               | دال یی                  |                        |        |
| ۲۰۱۱      | اوج                   | آن ایل یانگ             |                        | [ ۱۱ ] |
| ۲۰۱۲      | ضیافت خدایان          | ها این جو / سونگ یون وو |                        |        |
| ۲۰۱۲      | دکتر اسب              | جو سو یونگ (گی این جو)  | حضور افتخاری           | [ ۱۲ ] |
| ۲۰۱۲–۲۰۱۳ | آقای اوه وارد می‌شود   | نا جین جو               |                        | [ ۱۳ ] |
| ۲۰۱۳      | الهه آتش              | شیم هوا ریونگ           |                        | [ ۱۴ ] |
| ۲۰۱۳      | دراما فستیوال: «آشوب» | مادر جون کیونگ          | حضور افتخاری           | [ ۱۵ ] |
| ۲۰۱۳–۲۰۱۴ | دختر امپراتور         | سول نان / سو بک هیانگ   |                        |        |
| ۲۰۱۴      | سه تفنگدار            | کانگ یون سو             |                        |        |
| ۲۰۱۵      | بیا بخوریم ۲          | بک سو جی                |                        |        |
| ۲۰۱۶      | خانم اوه دیگر         | اوه هه یونگ (خالی)      |                        |        |
| ۲۰۱۶      | هی روح، بیا بجنگیم    | کارمند فروشگاه بزرگ     | حضور افتخاری (قسمت ۱۳) | [ ۱۶ ] |
| ۲۰۱۶–۲۰۱۷ | دکتر رمانتیک          | یون سو جونگ             |                        |        |
| ۲۰۱۷      | دمای عشق              | لی هیون سو              |                        |        |
| ۲۰۱۸      | بیا بخوریم ۳          | بک سو جی                | حضور افتخاری           | [ ۱۷ ] |
| ۲۰۱۸      | زیبایی درون           | هان سه گِه               |                        |        |
| ۲۰۱۹–۲۰۲۰ | سگ سیاه: معلم بودن    | گو ها نول               |                        |        |
| ۲۰۲۰      | ثبت جوانی             | لی هیون سو              | حضور افتخاری           | [ ۱۸ ] |
| ۲۰۲۱      | تو بهار منی           | کانگ دا جونگ            |                        | [ ۱۹ ] |
| ۲۰۲۲      | چرا او                | اوه سو جه               |                        | [ ۲۰ ] |
| ۲۰۲۴      | صندوق                 | نو این جی               |                        | [ ۲۱ ] |

### برنامه تلویزیونی
| سال  | عنوان                | نقش      | توضیحات  | منابع  |
| ---- | -------------------- | -------- | -------- | ------ |
| ۲۰۱۴ | سفر اکتشافی اس‌ان‌اس   | عضو ثابت |          | [ ۲۲ ] |
| ۲۰۱۵ | بیا با دوستان بخوریم | عضو ثابت |          | [ ۲۳ ] |
| ۲۰۲۳ | دشت‌های وحشی سرنگتی ۳ | راوی     | قسمت ۱–۴ | [ ۲۴ ] |

### حضور در موزیک ویدئو
| سال  | نام ترانه                                     | آرتیست      | منابع  |
| ---- | --------------------------------------------- | ----------- | ------ |
| ۲۰۰۹ | «هربار یک قدم» (One Step at a Time)           | سو یونگ اون | [ ۲۵ ] |
| ۲۰۰۹ | «دوگون دوگون، فردا» (Dugeun Dugeun, Tomorrow) | فورتومارو   |        |

## تئاتر
| سال  | عنوان                   | نقش         | منابع  |
| ---- | ----------------------- | ----------- | ------ |
| ۲۰۰۶ | صدای موسیقی             | فون تراپ    | [ ۲۶ ] |
| ۲۰۱۰ | روزگار شاهزاده: موزیکال | مین هیو رین | [ ۲۷ ] |
| ۲۰۱۵ | سیندرلا                 | سیندرلا     | [ ۲۸ ] |

## جوایز و نامزدی‌ها
| سال  | جایزه                           | رده                                      | کار نامزد                         | نتیجه    |
| ---- | ------------------------------- | ---------------------------------------- | --------------------------------- | -------- |
| ۲۰۱۱ | جوایز درامای ام‌بی‌سی             | بهترین بازیگر تازه‌کار زن در یک مینی‌سریال | دو دوست                           | برنده    |
| ۲۰۱۲ | جوایز درامای ام‌بی‌سی             | جایزه بازیگر برتر زن در یک سریال درام    | ضیافت خدایان، آقای اوه وارد می‌شود | برنده    |
| ۲۰۱۳ | جوایز درامای کره                | جایزه بازیگر برتر زن                     | آقای اوه وارد می‌شود               | برنده    |
| ۲۰۱۳ | جوایز درامای ام‌بی‌سی             | جایزه بازیگر برتر زن در یک سریال درام    | دختر امپراتور                     | نامزدشده |
| ۲۰۱۷ | پنجاه و سومین جوایز هنری بکسانگ | بهترین بازیگر نقش اول زن                 | خانم اوه دیگر                     | برنده    |
| ۲۰۲۲ | جوایز ستارگان ای‌پی‌ای‌ان          | جایزه برترین بازیگر زن در یک مینی سریال  | چرا او                            | نامزدشده |